# Dovea
Dovea là một chi thực vật có hoa trong họ Restionaceae.